# Colle San Magno
Pour les articles homonymes, voir Colle (homonymie) et Magno.
Colle San Magno est une commune italienne de moins de 700 habitants située dans la province de Frosinone dans la région Latium en Italie centrale.

## Administration
| Période                                  | Période  | Identité        | Étiquette | Qualité |
| ---------------------------------------- | -------- | --------------- | --------- | ------- |
| 14 juin 2004                             | En cours | Antonio Di Nota |           |         |
| Les données manquantes sont à compléter. |          |                 |           |         |

### Hameaux
Cantalupo, Varciosa, Forma, Tigione, Scanole

### Communes limitrophes
Casalattico, Castrocielo, Piedimonte San Germano, Roccasecca, Santopadre, Terelle